# Gare de Bourg-Madame
Pour les articles homonymes, voir Gare de Bourg.
La gare de Bourg-Madame est une gare ferroviaire française de la ligne de Cerdagne (voie métrique), située sur le territoire de la commune de Bourg-Madame, dans le département des Pyrénées-Orientales en région Occitanie.
C'est une gare de la Société nationale des chemins de fer français (SNCF) desservie par le Train Jaune, train TER Occitanie spécifique pour la ligne de Cerdagne.

## Situation ferroviaire
Établie à 1 143 mètres d'altitude, la gare de Bourg-Madame est située au point kilométrique (PK) 55,689 de la ligne de Cerdagne (voie métrique), entre les gares d'Osséja et d'Ur-Les Escaldes.

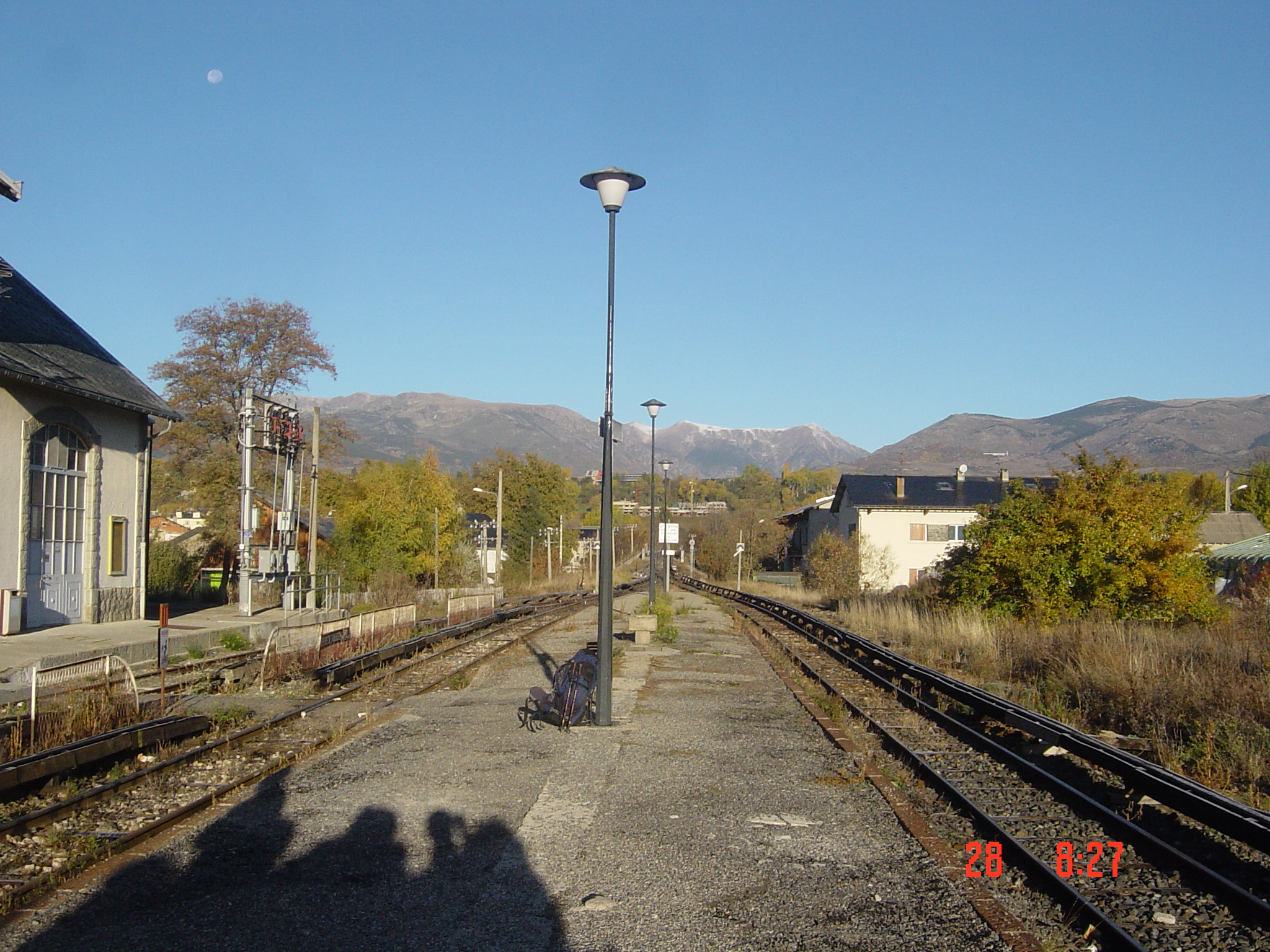
Quais et voies en gare.

## Histoire

### Fréquentation
En 2022, selon les estimations de la SNCF, la fréquentation annuelle de la gare était de 5 356 voyageurs.

## Service des voyageurs

### Accueil
Gare SNCF, elle dispose d'un bâtiment voyageurs, avec guichet, ouvert tous les jours du 28 mai au 25 septembre et fermé les samedis, dimanches et jours fériés le reste de l'année.

### Desserte
Bourg-Madame est desservie par des trains TER Occitanie (Train Jaune) qui effectuent des missions entre les gares de Villefranche - Vernet-les-Bains et de Latour-de-Carol - Enveitg.

### Intermodalité
Un parking pour les véhicules est aménagé.